# Nicole Höchst
Nicole Höchst (nascida em 10 de fevereiro de 1970) é uma política alemã da Alternativa para a Alemanha (AfD) e desde 2017 membro do Bundestag. As suas posições são descritas por vários grupos de interesse como homofóbicas e hostis, o que Höchst contesta.

## Vida e política
Höchst nasceu em 1970 na cidade alemã de Homburg (Saar) e tornou-se professora.
Höchst ingressou na AfD em 2015 e tornou-se, após as eleições federais alemãs de 2017, membro do Bundestag.